# 横山隆俊 (男爵)
横山 隆俊（よこやま たかとし、1876年（明治9年）9月25日 - 1933年（昭和8年）12月19日）は、明治から昭和期の実業家、政治家、華族。貴族院男爵議員。従三位勲四等。加賀八家横山家第14代当主。

## 経歴
石川県石川郡金沢で加賀八家横山家当主・横山隆平の長男として生まれる。父の死去に伴い、1903年（明治36年）8月14日に男爵を襲爵した。
第四高等学校補充科で学び、その後、東京に出て専修学校に入学し、田尻稲次郎、阪谷芳郎などから理財学を学び、1897年（明治30年）に卒業し帰郷した。父が経営していた尾小屋鉱山に入り事業の拡大を図った。また親族横山隆興が経営していた平金鉱山（岐阜県）と合併して横山鉱業部を設立し、さらに大蔵鉱山（山形県）、宮田又鉱山（秋田県）などを買収して経営を拡大した。
その他、石川県教育会会長、加州銀行頭取、共同生命保険社長、金沢電気軌道社長、ブラジル拓殖取締役、金沢商業会議所特別議員、北陸絵画協会会長などを務めた。また、東京に旧加賀藩領（石川県、富山県）出身者のための寄宿舎・明倫館（明倫学館）を林賢徳、横山隆興、塩屋方圀らと計って設立し、後進の育英事業に尽力した。
1918年（大正7年）7月10日、貴族院男爵議員に選出され、公正会に所属して活動し1925年（大正14年）7月9日まで1期在任した。

## 栄典
- 1900年（明治33年）9月10日 - 従五位[11]

## 親族
- 妻：彰（不破為則長女）[2]
- 長男：隆良（男爵）[2]